# Xanthorhoe inversa
Xanthorhoe inversa là một loài bướm đêm trong họ Geometridae.